# Aphonoides bilineatus
Aphonoides bilineatus är en insektsart som beskrevs av Lucien Chopard 1954. Aphonoides bilineatus ingår i släktet Aphonoides och familjen syrsor. Inga underarter finns listade i Catalogue of Life.